# Oleksandr Beresh
Oleksandr Beresh (em ucraniano: Олександр Береш) (Pervomaisk, 12 de outubro de 1977 - Kyiv, 29 de fevereiro de 2004) foi um ginasta ucraniano que competiu em provas de ginástica artística pela nação.
Beresh é o detentor de duas medalhas olímpicas, conquistadas na edição de 2000, nos Jogos de Sydney. Na ocasião, foi o medalhista de bronze da prova do individual geral, em evento conquistado pelo russo Alexei Nemov. Por equipes, subiu ainda ao pódio como vice-campeão. O ginasta é ainda detentor de quatro medalhas em edições mundiais. Em 1997, na cidade de Lausanne, saiu-se medalhista de bronze na barra fixa. Quatro anos mais tarde, conquistou mais três medalhas: prata na barra fixa e bronze nas provas coletiva e do cavalo com alças. Em 2004, o ginasta faleceu em um acidente de carro: o automóvel em que estava foi atingido por um outro, do governo ucraniano, que corria na direção contrária.